# Josef Tvrdý

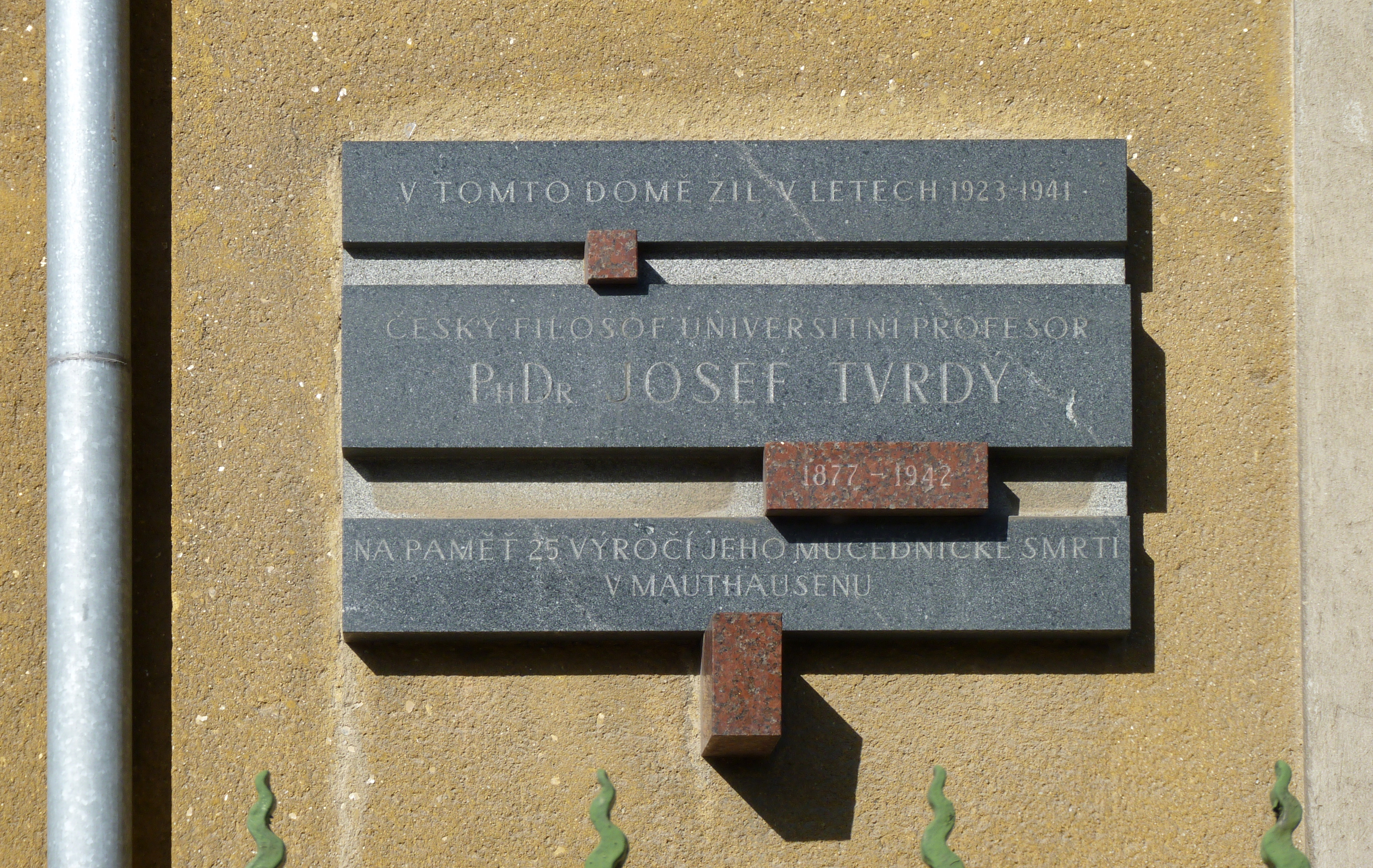
Plaketa na domě, kde žil Josef Tvrdý mezi lety 1923-1941, Masarykova čtvrť, Brno

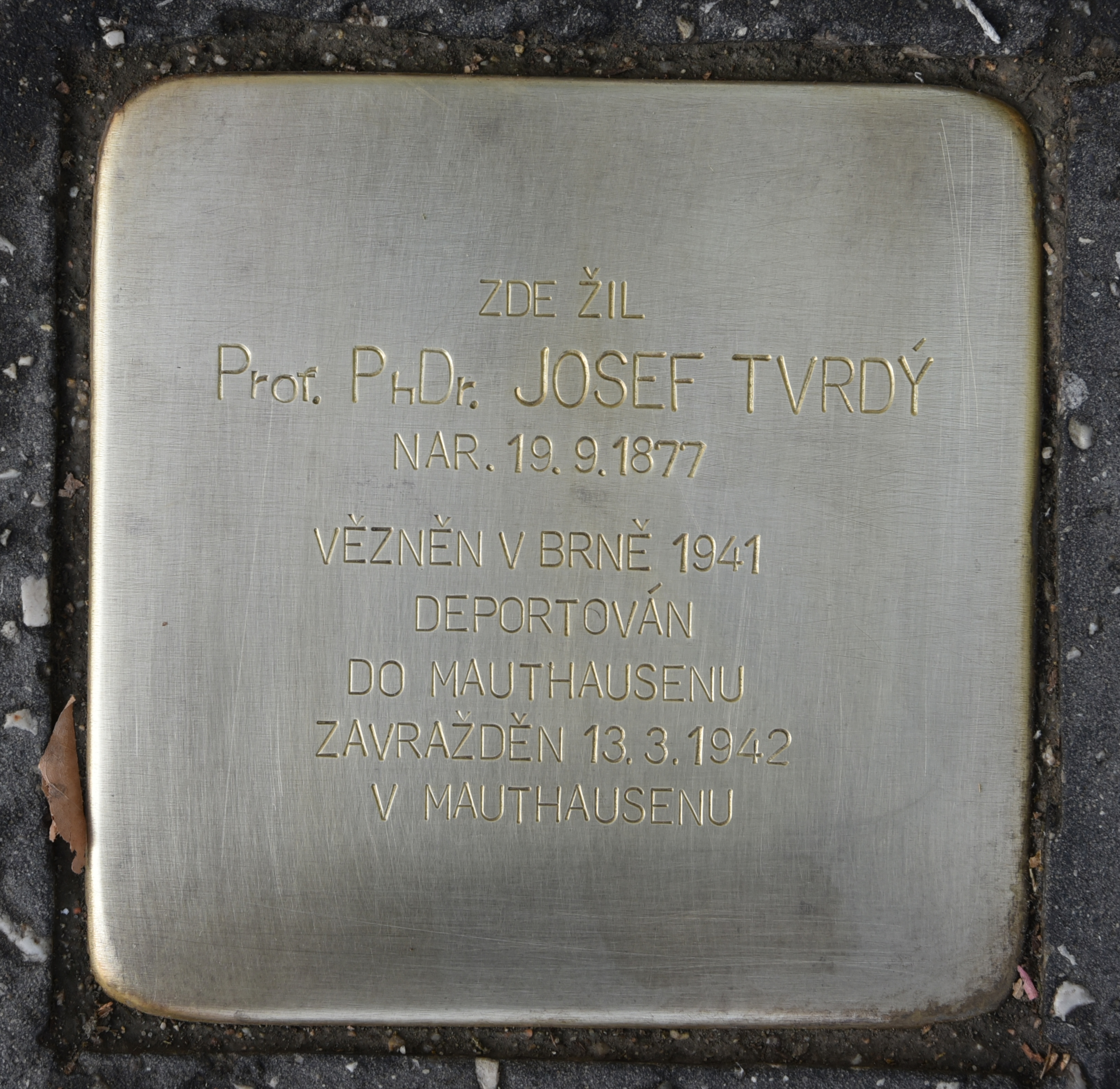
Kameny zmizelých, Brno

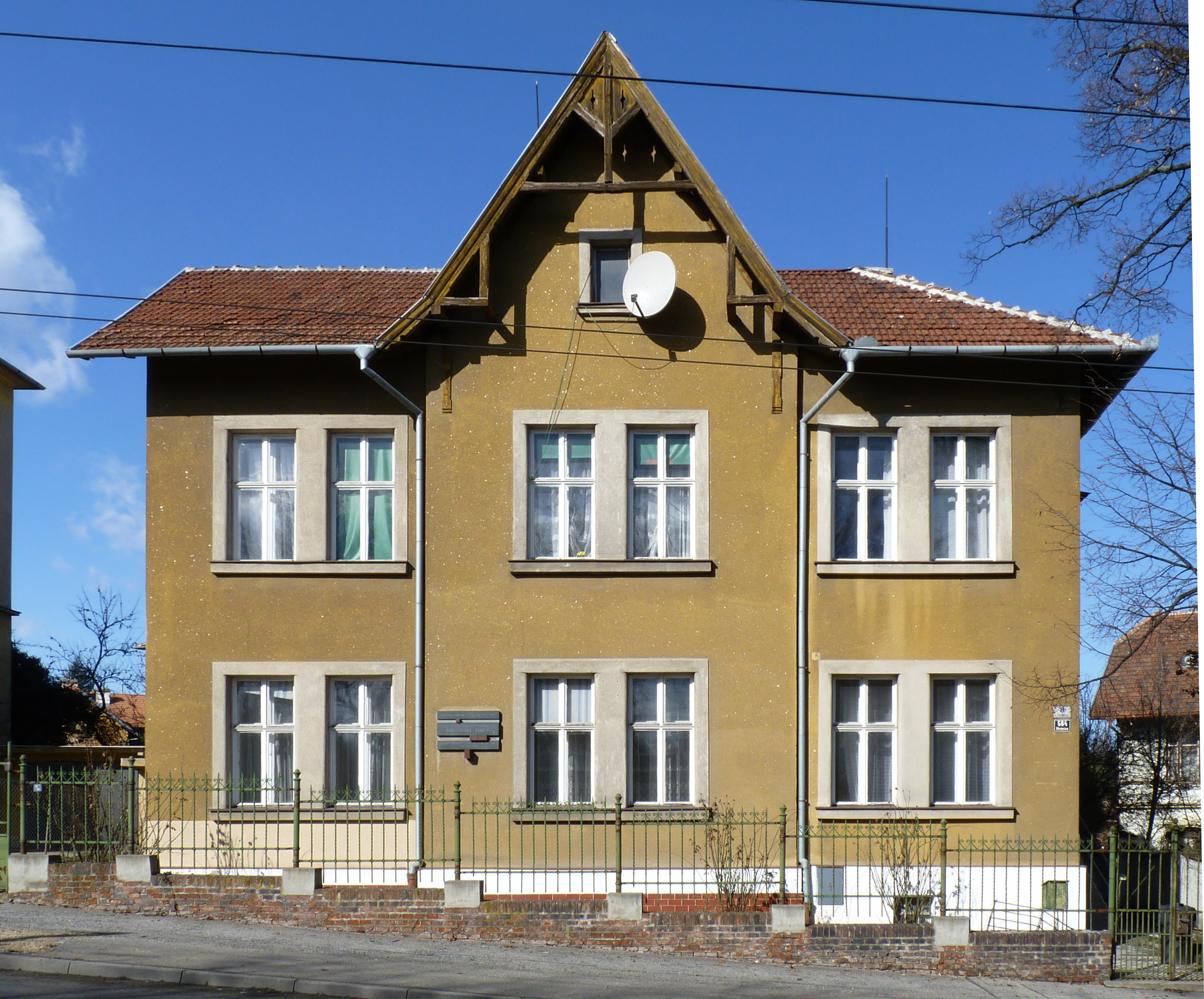
Celkový pohled na dům, kde žil Josef Tvrdý mezi lety 1923–1941

Josef Tvrdý (4. května 1877 Tuř u Jičína – 13. března 1942 Mauthausen) byl český profesor filosofie a psychologie, spisovatel, zastánce positivismu.

## Život
Josef tvrdý se narodil v rodině Josefa Tvrdého a Anny rozené Kalenské. 2. června 1908 se oženil v Křenovicích s Miladou Balcárkovou.
Navštěvoval gymnázium v Jičíně (1887–1896). V této době u něj místní profesor Oldřich Kramář probudil zájem o filosofii a psychologii. V letech 1896–1901 pak Tvrdý studoval na Filozofické fakultě Univerzity Karlovy obory filozofii, klasickou filologii a francouzštinu. Po škole začal učit na Matičním gymnáziu ve Vyškově (1901–1914), poté byl přeložen do Brna. V době jeho působení ve Vyškově dominovaly v jeho činnosti folklorní zájmy. Zaznamenával pohádky, pověsti i lidové povídky vyškovského okolí, vyhledával lidové vypravěče.
Během první světové války sloužil jako důstojník zdravotní služby u dělostřelectva. Od roku 1918 učil na II. státním gymnáziu v Brně. Po dvou letech získal doktorát z filosofie. O další dva roky, v květnu 1922, se stal docentem na FF MU. V roce 1927 byl pozván na Filozofickou fakultu Univerzity Komenského v Bratislavě, kde ihned získal mimořádnou profesoru. Řádným profesorem systematické filosofie byl jmenován až v roce 1930. Po vynuceném odchodu z Bratislavy byla jeho profesura přenesena na Filozofickou fakultu Masarykovy univerzity.
Jeho práci ukončilo zatčení gestapem v prosinci 1941. Krátce byl vězněn na Kounicových kolejích a poté byl převezen do koncentračního tábora v Mauthausenu. Zde byl pod číslem 1218 vězněn v bloku 15, "Stube" B. Zemřel v Mauthausenu II ve 14.35 hodin dne 13. března 1942 (podle úmrtního oznámení číslo 1988/1942).
V Brně byla po něm pojmenovaná ulice a koleje.

## Dílo
- Filosofie náboženství, 1921[5]
- Vývoj filosofického myšlení evropského, 1923[6]
- Světový názor moderního Čecha, 1923[7]
- Problém skutečnosti u Davida Huma a jeho význam v dějinách filosofie, 1925[8]
- Moderní proudy ve filosofii, 1925[9]
- Úvod do filosofie, 1926, 2. přeprac. vyd. (Systematický úvod do filosofie), 1938, 3. vyd. 1947
- Filozofia a ľudské poznanie, 1926
- Masarykovo mládí a činnost učitelská, 1927
- Teorie pravdy, 1929
- Výbor ze spisů T. G. Masaryka – sestavil, opatřil úvodem a poznámkami 1930[10]
- Vztahy Dobrovského k filosofii 1930[11]
- Sovremena čechoslovačka filosofia, Skopje 1931
- Současná filosofie u Slovanů – z cyklu přednášek "Současná slovanská kultura"; [O filosofii ruské – Ferdinand Pelikán. O filosofii polské a jihoslovanské – Josef Tvrdý.] 1932[12]
- Nová filosofie. Analysa dnešní filosofické situace, 1932[13]
- Průvodce dějinami evropské filosofie, 1932[14]
- Soudobá filosofie polská; Dnešní filosofie u jižních Slovanů, 1932[15]
- Masarykova filosofie, 1935[16]
- W. M. Kozlowski, 1936[17]
- Logika, 1937[18]
- J. P. Vychodil, 1940[19]
- Názory o hrdinství v životě společenském, 1940[20]
- Nová renaissance, 1942[21]
- Vybrané kapitoly z filosofie: tištěno jako rukopis, určený výhradně pro posluchače vysokých škol, 1947[22]
- Humanita a její problémy, in J. Gabriel: Filozofie J. T., 1982.[3]

Přispíval také do sborníků a odborných časopisů.